# Platyrhachus repandus
Platyrhachus repandus är en mångfotingart som beskrevs av Filippo Silvestri 1895. Platyrhachus repandus ingår i släktet Platyrhachus och familjen Platyrhacidae. Inga underarter finns listade i Catalogue of Life.